# Barbos
Barbos (románul: Bărbosu) falu Romániában, a Bánságban, Krassó-Szörény megyében.

## Fekvése
Boksánbányátl északra, a Berzava egyik mellékpatakjának felső völgyében, Resicabányától északnyugatra, Lugostól délnyugatra, Boksánbánya és Valéapáj közt fekvő település.

## Története
Nevét 1699-ben említette először oklevél Barbusz néven, mint a Lugosi kerülethez tartozó kamarai birtokot. 1808-ban Barboza,  Barbozsu, 1851-ben és 1888-ban Barboza, 1913-ban Barbos néven említették.
1790-ben a falu szétszórtan fekvő házait összetelepítették. 1851-ben Fényes Elek írta a településről: „Barboza, Boganis vize mellett, 4 katholikus, 979 óhitű, 5 református lakossal, óhitű anyatemplommal. Bírják a kamara és Gabriel család.” 1866-tól az Osztrák–Magyar Államvasút Társaság birtoka volt. A trianoni békeszerződés előtt Krassó-Szörény vármegye Boksánbányai járásához tartozott.
1910-ben 855 lakosából 4 magyar, 12 német, 14 román volt. Ebből 33 görögkatolikus, 807 görög keleti ortodox, 9 izraelita volt.

## Források

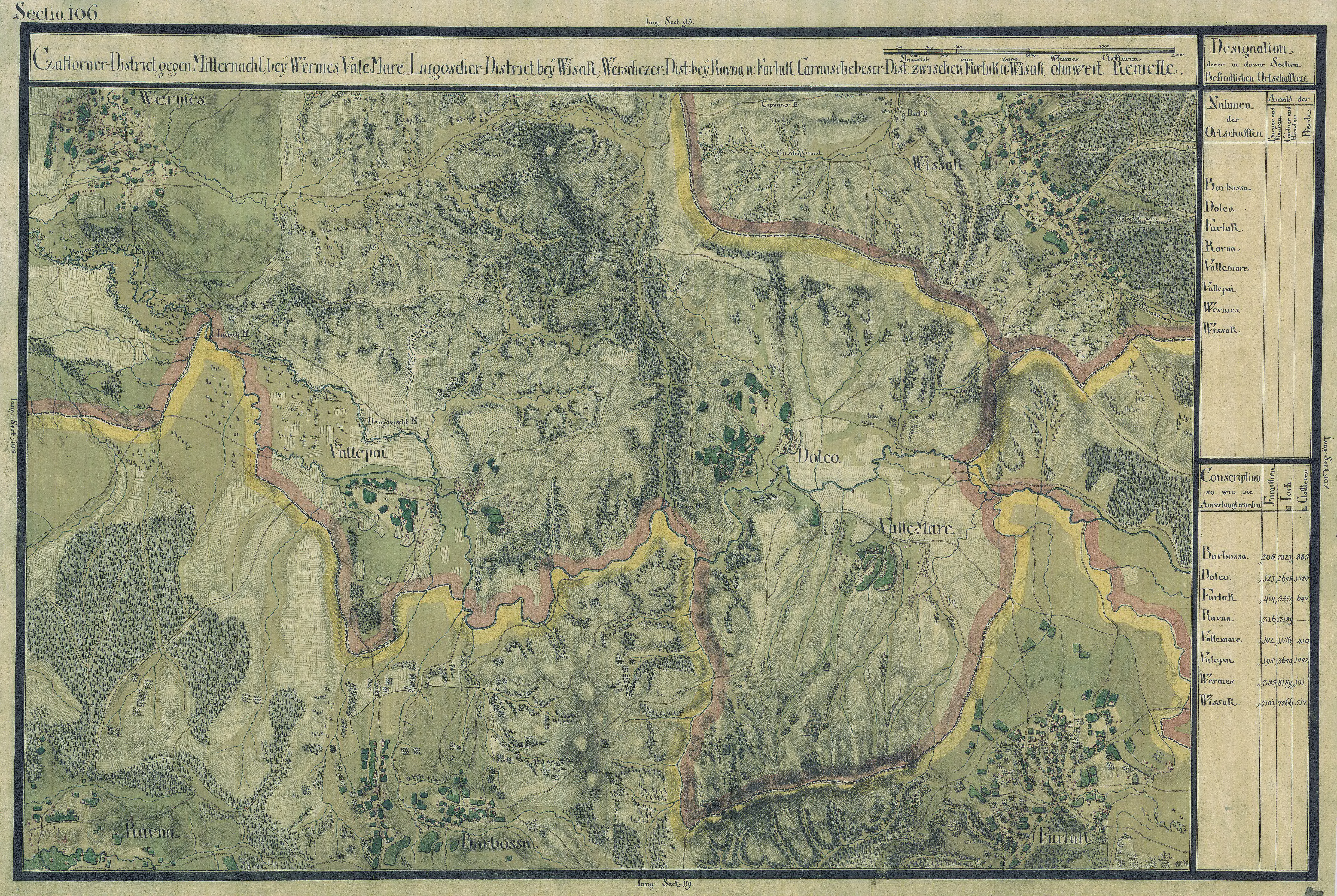
Barbos egy régi térképen